# Moravské Málkovice
Moravské Málkovice (in tedesco Mährisch Malkowitz) è un comune della Repubblica Ceca facente parte del distretto di Vyškov, in Moravia Meridionale.